# Роберт Ярні
Роберт Ярні (за правописом Ярний; хорв. Robert Jarni; 26 жовтня 1968, Чаковець, Югославія) — хорватський футболіст і футзаліст, захисник. Згодом — футбольний тренер.
Вихованець футбольної школи МТЧ (Чаковець). Виступав за «Хайдук» (Спліт), «Барі», «Торіно», «Ювентус», «Реал Бетіс», «Ковентрі Сіті», «Реал Мадрид», «Лас-Пальмас», «Панатінаїкос».
У складі національної збірної Югославії (1990—1991) провів 7 матчів, забив 1 гол; учасник чемпіонату світу 1990 (1 матч). У складі національної збірної Хорватії (1990—2002) провів 81 матч, забив 1 гол; учасник чемпіонату Європи 1996 (4 матчі) і чемпіонатів світу 1998 (7 матчів, 1 гол) і 2002 (3 матчі).

## Футзальна кар'єра
Після завершення професійної футбольної кар'єри, Ярні продовжив грати у футзал за хорватський клуб «Бродоспліт Інженерінг». У свій перший прихід він виступав за клуб з 2002 по 2007 рік. Після цього він як головний тренер очолював «Хайдук» (Спліт) у сезоні 2007-08. Після того, як його замінили на посаді тренера «Хайдука», він повернувся до «Бродоспліт Інженерінг» і продовжив свою кар'єру у ролі футзаліста влітку 2008 року, зігравши декілька матчів.
У складі «Бродоспліт Інженерінг» по 3 рази виграв чемпіонат і Кубок Хорватії, а також грав у Кубку УЄФА.
У сезоні 2003/04 зіграв 6 матчів і забив 4 голи у Кубку УЄФА, чим допоміг команді пройти у другий кваліфікаційний раунд.
У сезоні 2004/05 зіграв 3 матчі і забив 2 голи у Кубку УЄФА.
Він також зіграв два матчі і забив два голи за збірну Хорватії з футзалу у листопаді 2003 року під час їхньої кваліфікаційної кампанії на чемпіонат світу-2004. Він є єдиним хорватським футболістом, який грав за збірну у футболі і у футзалі.
Нагороди
- Чемпіон світу (U-20): 1987
- Бронзовий призер чемпіонату світу (1998);
- Чемпіон Італії (1995);
- Володар Кубка Югославії (1987, 1991).
- Володар Кубка Італії (1995).
- Володар Міжконтинентального кубка (1998).
- Чемпіон Хорватії з футзалу (2002/03, 2003/04, 2005/06)
- Володар Кубка Хорватії з футзалу (2002/03, 2004/05, 2005/06)

### Матчі за збірні
Джерела:
| Збірна Югославії |       |      |
| Рік              | Матчі | Голи |
| 1990             | 4     | 1    |
| 1991             | 3     | 0    |
| Загалом          | 7     | 1    |

| Збірна Хорватії |       |      |
| Рік             | Матчі | Голи |
| 1990            | 1     | 0    |
| 1991            | 0     | 0    |
| 1992            | 1     | 0    |
| 1993            | 1     | 0    |
| 1994            | 7     | 0    |
| 1995            | 6     | 0    |
| 1996            | 12    | 0    |
| 1997            | 6     | 0    |
| 1998            | 14    | 1    |
| 1999            | 9     | 0    |
| 2000            | 6     | 0    |
| 2001            | 11    | 0    |
| 2002            | 7     | 0    |
| Загалом         | 81    | 1    |